# Phyllachora cucurbitacearum
Phyllachora cucurbitacearum är en svampart som beskrevs av Chardón 1934. Phyllachora cucurbitacearum ingår i släktet Phyllachora och familjen Phyllachoraceae.   Inga underarter finns listade i Catalogue of Life.